# Patrick J. Burke
Patrick Joseph Burke (* 26. Januar 1904 in Dublin; † 9. September 1995 in Dublin) war ein irischer Politiker der Fianna Fáil, der von 1944 bis 1973 Teachta Dála (Abgeordneter) des Unterhauses (Dáil Éireann) war.

## Leben
Burke arbeitete in der Leitung eines Krankenhauses. Er wurde bei den Wahlen 1944 für den Wahlkreis Dublin County in den Dáil gewählt. Er konnte diesen Sitz über die Wahlen 1948, 1951, 1954, 1957, 1961 und 1965 halten. Als der Wahlkreis 1969 unter dem Namen Dublin County North neu zugeschnitten wurde, konnte er trotzdem erfolgreich in den Dáil Éireann einziehen. Danach trat er nicht mehr zu Wahlen an. Patrick Joseph Burke wurde in seinem örtlichen Umfeld Bischof Burke genannt.
Ray Burke ist ein Sohn von Burke.